# Kyle Hotz
Kyle Hotz (...) è un fumettista statunitense.
È attivo nel campo dei fumetti fin dal 1991 e ha collaborato con tutti i principali editori, come Marvel Comics, DC Comics, Dark Horse Comics, Image Comics e altri ancora.
Fra i suoi lavori si annoverano Man-Thing, Ghost Rider 2099, Carnage: Mindbomb, one-shot dedicato al celebre simbionte Marvel, e la miniserie The Hood, nella quale il piccolo criminale Parker Robbins trova ed indossa una cappa e degli stivali che gli donano superpoteri, grazie ai quali intraprende la sua scalata verso il potere.
| Controllo di autorità | VIAF (EN) 2781633 · ISNI (EN) 0000 0001 0717 6760 · Europeana agent/base/101033 · LCCN (EN) nb2009003540 · GND (DE) 1203937067 · BNE (ES) XX876270 (data) · BNF (FR) cb15548587r (data) |